# Крейг (окръг, Оклахома)
Окръг Крейг (на английски: Craig County) е окръг в щата Оклахома, Съединени американски щати. Площта му е 1976 km², а населението – 14 950 души (2000). Административен център е град Винита.